# Fåglarna i färg

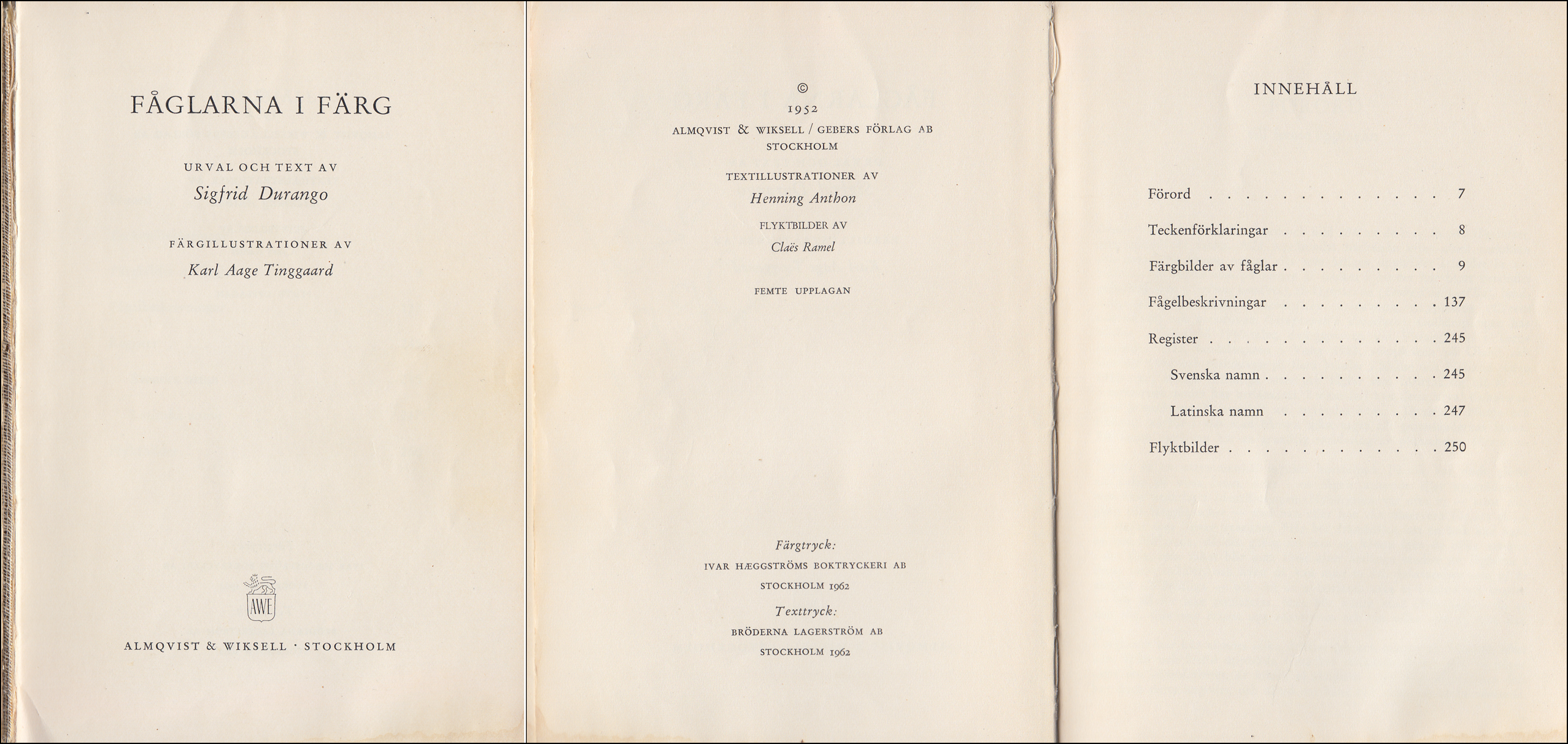
Uppslag i boken Fåglarna i Färg från femte upplagan 1962.

Fåglarna i färg är en fågelbok skriven av folkskolläraren, ornitologen och DN-medarbetaren Sigfrid Durango som gavs ut 1952. Boken behandlade de i Sverige regelbundet häckande fågelarterna, samt ett urval av mer sällsynta arter. Illustrationerna var gjorda av Karl Aage Tinggaard och presenterades med (tre till) fyra (fem) arter per uppslag, alltid med sittande/stående fåglar eller fåglar liggande på vatten (i slutet av boken fanns dock tre sidor med svartvita teckningar av flygande änder och rovfåglar). Andra hälften av boken bestod av fågelbeskrivningar i text, med noteringar om utseende, läten, utbredning, bon, ägg, flyttvanor och, ibland, något om fåglarnas ekologi. Första utgåvan fick ett varmt mottagande, bland annat beskrev litteraturkritikern Knut Hagberg på Svenska Dagbladet boken som ”något enastående och magnifikt. … fri från allt pedanteri och all viktighet, saklig och koncis, i varje stycke precis lagom”. Genom åren fick boken stor spridning och utgavs i sammanlagt 11 upplagor fram till 2001. Från 7e upplagan (utgiven 1979) bistod Carl-Fredrik Lundevall med uppdateringen av texten och från 10e upplagan (utgiven 1999) tillkom svartvita illustrationer av Henning Anthon och Ingmar Imbro. En orsak till bokens framgång var att den var en av de första fågelböckerna avsedd som en fälthandbok, lätt att ha med sig och fokuserad på de uppgifter man behövde för artbestämning i fält. Med tiden kom mer moderna fågelböcker och någon ny upplaga av Fåglarna i färg har inte kommit sedan 2001. Boken är också översatt till finska och franska.